# クヌート・ラスムッセン級哨戒艦
クヌート・ラスムッセン級哨戒艦（デンマーク語: Inspektionsfartøj af KNUD RASMUSSEN-klassen）は、デンマーク海軍の哨戒艦（OPV）の艦級。

## 概要
本級は、1970年代就役のアグドレク級カッターを代替し、北大西洋上で領海・排他的経済水域における警備・救難、砕氷活動を遂行するために計画された。同海域の過酷な海象条件でも活動できるよう設計されており、ビューフォート風力階級6（風速25m/s、波高3-4m）の気象・海象状況での活動や少なくとも40cmの砕氷能力（フィヨルド内であれば70cm）を実証している。
メインセンサーとしては、テルマ社製の対空・対水上捜索用レーダーであるスキャンター4100を搭載する。これはXバンドを使用する2次元レーダーで、90海里 (170 km)の探知距離を備える。
また本級はスタンダード・フレックス・コンセプトの適用を受けており、艦首甲板と上部構造物後方に1ヶ所ずつのスタンフレックス・モジュール設置位置が設定されている。このうち艦首側には、通常、M/85 76mm単装速射砲（スーパー・ラピッド砲）モジュールが設置されている。また必要に応じて、後方のモジュール設置位置にも、ESSM発射機などの兵装モジュールを搭載することで、フリゲートとして改装することができる。
後甲板はヘリコプター甲板とされている。格納庫は備えていないため固有の艦載ヘリコプターは持たないが、給油設備は備えている。艦尾にはスリップ・ウェイが設置されており、12メートル級高速艇であるLCP（スウェーデン製SB90Eのデンマーク海軍版）を運用する。また上部構造物右舷側のダビットには、7メートル級および4.8メートル級複合艇が各1艇収容されている。艦尾スリップ・ウェイと右舷ダビットは、いずれも、普段は門扉とシャッターで遮蔽されている。

## 同型艦
| #    | 艦名                                       | 起工           | 進水           | 就役           | 退役 |
| ---- | ------------------------------------------ | -------------- | -------------- | -------------- | ---- |
| P570 | クヌート・ラスムッセン HDMS Knud Rasmussen | 2005年11月21日 | 2006年10月19日 | 2008年2月18日  |      |
| P571 | アイナー・ミケルセン HDMS Ejnar Mikkelsen  | 2006年11月10日 | 2007年7月1日   | 2009年1月16日  |      |
| P572 | ラウゲ・コッホ HDMS Lauge Koch             | 2014年5月      |                | 2017年12月11日 |      |